# RM4SCC
RM4SCC est le nom de la symbologie de code postal britannique utilisée par la Royal Mail pour son service Cleanmail. Il permet de rendre les codes postaux britanniques lisibles avec des machines à haute vitesse.
Ce code-barres code le code postal, le suffixe du point de livraison ainsi qu'un caractère de somme de contrôle.
Il existe des règles très précises régissant l'usage de ces codes-barres, afin d'améliorer la lisibilité pour les machines.
Ils sont utilisés avec le système Cleanmail de Royal Mail pour permettre aux entreprises d'envoyer facilement et économiquement de grandes quantités de lettres.